# Coupe européenne masculine de handball 2021-2022
Navigation
2020-2021 2022-2023
La saison 2021-2022 de la Coupe européenne masculine de handball est la 2e édition de la compétition sous ce nom et ce format. Elle fait suite à la Coupe Challenge et constitue en ce sens la 29e édition de la compétition organisée par l'EHF.

## Présentation

### Formule
La formule introduite en 2020-2021 est conservée.
Du premier tour à la finale, elle se déroule en matchs aller-retour à élimination directe. Jusqu'aux quarts de finale inclus, les adversaires peuvent convenir de disputer les deux matchs au même endroit lors du même week-end.
Pour chaque double confrontation, l'équipe qui a marqué le plus de buts sur la somme des deux matchs est qualifiée pour le tour suivant. En cas d'égalité, c'est l'équipe qui a marqué le plus de buts lors du match à l'extérieur. Si les équipes sont encore à égalité, elles disputent une séance de tirs au but.
Pour chaque tour, des qualifications jusqu'au huitièmes de finale, l'EHF fixe des têtes de série avant le tirage au sort. En revanche, à chaque tour, deux clubs d'un même pays peuvent se rencontrer.

### Calendrier
| Tour                | Tirage          | Aller                   | Retour                   | Nombre de participants |
| ------------------- | --------------- | ----------------------- | ------------------------ | ---------------------- |
| Premier tour        | 20 juillet 2021 | 11 et 12 septembre 2021 | 18 et 19 septembre 2021  | 30                     |
| Deuxième tour       | 20 juillet 2021 | 16 et 17 octobre 2021   | 23 et 24 octobre 2021    | 54                     |
| Seizièmes de finale | 25 octobre 2021 | 27 et 28 novembre 2021  | 4 et 5 décembre 2021     | 32                     |
| Huitièmes de finale | 7 décembre 2021 | 12 et 13 février 2022   | 19 et 20 février 2022    | 16                     |
| Quarts de finale    | 22 février 2022 | 26 et 27 mars 2022      | 2 et 3 avril 2022        | 8                      |
| Demi-finales        | 22 février 2022 | 23 et 24 avril 2022     | 30 avril et 1er mai 2022 | 4                      |
| Finale              | 3 mai 2022      | 21 ou 22 mai 2022       | 28 ou 29 mai 2022        | 2                      |

### Participants
Les fédérations classées de la 10e à la 18e place au coefficient EHF peuvent inscrire deux équipes. À partir de la 19e place, elles ont droit à trois équipes. De plus, les fédérations classées de la 19e à la 30e place peuvent demander que leur champion dispute la Coupe européenne plutôt que la Ligue européenne à laquelle il est pourtant éligible. Enfin, le tenant du titre reçoit une place qui revient à sa fédération s'il ne s'en sert pas. L'AEK Athènes, vainqueur de l'édition 2020-2021 est qualifié pour la Ligue européenne ; sa place revient donc à une équipe du championnat grec. Aucune équipe des neuf meilleurs championnats ne peut donc participer à cette compétition.
La liste des participants a été officialisée par l'EHF le 13 juillet 2021 :
| Rang | Pays               | Équipe                              | Statut                                                               | Rang | Tour d'entrée  | Remarque        |
| ---- | ------------------ | ----------------------------------- | -------------------------------------------------------------------- | ---- | -------------- | --------------- |
| 10   | Roumanie           | AHC Potaissa Turda                  | Vice-champion de Roumanie                                            | 2    | 16es de finale |                 |
| 10   | Roumanie           | CSM Focșani (en)                    | 5e du championnat de Roumanie                                        | 30   | 2e tour        |                 |
| 10   | Roumanie           | CS Minaur Baia Mare                 | 6e du championnat de Roumanie                                        | 68   | 1er tour       | Invité          |
| 11   | Biélorussie        | SKA Minsk                           | Finaliste de la Coupe de Biélorussie et vice-champion de Biélorussie | 16   | 2e tour        | déclassé de LE  |
| 11   | Biélorussie        | HC Macheka Moguilev                 | 4e du championnat de Biélorussie                                     | 40   | 2e tour        |                 |
| 12   | Slovénie           | RK Jeruzalem Ormož                  | 4e du championnat de Slovénie                                        | 8    | 2e tour        |                 |
| 13   | Suède              | IFK Skövde HK                       | 4e de la saison régulière et vice-champion de Suède                  | 5    | 16es de finale |                 |
| 13   | Suède              | Alingsås HK                         | 5e de la saison régulière                                            | 71   | 1er tour       | Invité          |
| 14   | Ukraine            | HC Donbass Donetsk                  | Finaliste de la Coupe d'Ukraine et vice-champion d'Ukraine           | 10   | 2e tour        | déclassé de LE  |
| 14   | Ukraine            | Odessa                              | 3e du championnat d'Ukraine                                          | 36   | 2e tour        |                 |
| 14   | Ukraine            | Motor-Polytekhnika                  | 7e du championnat d'Ukraine                                          | 54   | 1er tour       |                 |
| 15   | Suisse             | HSC Suhr Aarau                      | 4e du championnat de Suisse                                          | 25   | 2e tour        |                 |
| 16   | Norvège            | Nærbø IL (no)                       | Finaliste de la Coupe de Norvège                                     | 6    | 2e tour        |                 |
| 16   | Norvège            | Drammen HK                          | 3e du championnat de Norvège                                         | 33   | 2e tour        |                 |
| 16   | Norvège            | Bækkelagets SK                      | 4e du championnat de Norvège                                         | 72   | 1er tour       | Invité          |
| 17   | Slovaquie          | HC MŠK Považská Bystrica            | Vice-champion de Slovaquie                                           | 13   | 2e tour        | déclassé de LE  |
| 18   | Russie             | Dinamo Viktor Stavropol             | 3e du championnat de Russie                                          | 3    | 16es de finale |                 |
| 18   | Russie             | SKIF Krasnodar                      | Finaliste de la Coupe de Russie                                      | 31   | 2e tour        |                 |
| 18   | Russie             | SGAU-Saratov (ru)                   | 4e du championnat de Russie                                          | 69   | 1er tour       | Invité          |
| 19   | Finlande           | BK-46 Karis                         | Vainqueur de la Coupe de Finlande et 3e du championnat de Finlande   | 14   | 2e tour        | N'a pas joué    |
| 20   | Autriche           | Fivers Margareten                   | Vainqueur de la Coupe d'Autriche et vice-champion d'Autriche         | 17   | 2e tour        |                 |
| 20   | Autriche           | UHK Krems                           | 3e du championnat d'Autriche                                         | 41   | 2e tour        |                 |
| 20   | Autriche           | SG Handball Vienne-Ouest            | Finaliste de la Coupe d'Autriche                                     | 58   | 1er tour       |                 |
| 20   | Autriche           | Handball Tirol (de)                 | 4e du championnat d'Autriche                                         | 74   | 1er tour       | Invité          |
| 21   | Turquie            | Beşiktaş JK                         | Vice-champion de Turquie                                             | 19   | 2e tour        |                 |
| 21   | Turquie            | Izmir BSB SK                        | Vainqueur de la Coupe de Turquie                                     | 43   | 2e tour        |                 |
| 21   | Turquie            | Beykoz Belediyesi SK                | 3e du championnat de Turquie                                         | 60   | 1er tour       |                 |
| 23   | Tchéquie           | Talent MAT Plzeň                    | Champion de Tchéquie                                                 | 4    | 16es de finale | déclassé de LE  |
| 23   | Tchéquie           | HC Baník Karviná                    | Vice-champion de Tchéquie                                            | 32   | 2e tour        |                 |
| 23   | Tchéquie           | HC Dukla Prague                     | 3e du championnat de Tchéquie                                        | 51   | 1er tour       |                 |
| 23   | Tchéquie           | HC Zubří                            | 5e du championnat de Tchéquie                                        | 64   | 1er tour       |                 |
| 23   | Tchéquie           | KH Kopřivnice                       | 6e du championnat de Tchéquie                                        | 70   | 1er tour       | Invité          |
| 24   | Islande            | Haukar Hafnarfjörður                | 1er de la saison régulière et vice-champion d'Islande                | 11   | 2e tour        |                 |
| 24   | Islande            | FH Hafnarfjörður                    | 2e de la saison régulière                                            | 37   | 2e tour        |                 |
| 24   | Islande            | UMF Selfoss                         | 4e de la saison régulière                                            | 55   | 1er tour       |                 |
| 24   | Israël             | Hapoel Ashdod (en)                  | Vainqueur de la Coupe d'Israël                                       | 15   | 2e tour        |                 |
| 24   | Israël             | HC Ramat Ha-Sharon (en)             | 3e du championnat d'Israël                                           | 39   | 2e tour        |                 |
| 24   | Israël             | Holon Yuvalim HC (en)               | 6e du championnat d'Israël                                           | 57   | 1er tour       |                 |
| 26   | Grèce              | PAOK Salonique                      | Finaliste de la Coupe de Grèce et vice-champion de Grèce             | 1    | 16es de finale |                 |
| 26   | Grèce              | AC Diomidis Argous                  | 3e du championnat de Grèce                                           | 29   | 2e tour        |                 |
| 26   | Grèce              | Dráma 86                            | 4e du championnat de Grèce                                           | 50   | 1er tour       |                 |
| 26   | Grèce              | AESH Pyléa                          | 5e du championnat de Grèce                                           | 67   | 1er tour       | Invité de droit |
| 27   | Serbie             | RK Partizan Belgrade                | Vice-champion de Serbie                                              | 22   | 2e tour        |                 |
| 27   | Serbie             | RK Metaloplastika Šabac             | Finaliste de la Coupe de Serbie et 3e du championnat de Serbie       | 45   | 1er tour       |                 |
| 27   | Serbie             | RK Železničar Niš                   | 4e du championnat de Serbie                                          | 62   | 1er tour       |                 |
| 28   | Luxembourg         | Handball Esch                       | Champion du Luxembourg                                               | 12   | 2e tour        | déclassé de LE  |
| 28   | Luxembourg         | HC Berchem                          | Vainqueur de la Coupe du Luxembourg                                  | 38   | 2e tour        |                 |
| 28   | Luxembourg         | Handball Käerjeng                   | Vice-champion du Luxembourg                                          | 56   | 1er tour       |                 |
| 28   | Luxembourg         | HB Dudelange                        | 4e du championnat du Luxembourg                                      | 65   | 1er tour       |                 |
| 29   | Pays-Bas           | Bevo HC                             | 3e du championnat des Pays-Bas                                       | 24   | 2e tour        |                 |
| 29   | Pays-Bas           | JMS Hurry-Up Zwartemeer             | 4e du championnat des Pays-Bas                                       | 47   | 1er tour       |                 |
| 30   | Kosovo             | KH BESA Famiglia (en)               | Champion du Kosovo et vainqueur de la Coupe du Kosovo                | 23   | 2e tour        | déclassé de LE  |
| 30   | Kosovo             | KH Pristina                         | Finaliste de la Coupe du Kosovo et vice-champion du Kosovo           | 46   | 1er tour       | N'a pas joué    |
| 30   | Kosovo             | KH Trepça                           | 3e du championnat du Kosovo                                          | 63   | 1er tour       |                 |
| 30   | Kosovo             | KH Vëllaznimi                       | 4e du championnat du Kosovo                                          | 66   | 1er tour       |                 |
| 31   | Bosnie-Herzégovine | RK Izviđač Ljubuški                 | Champion de Bosnie-Herzégovine                                       | 7    | 2e tour        |                 |
| 31   | Bosnie-Herzégovine | RK Borac Banja Luka                 | Vice-champion de Bosnie-Herzégovine                                  | 34   | 2e tour        |                 |
| 31   | Bosnie-Herzégovine | RK Sloga Doboj                      | 3e du championnat de Bosnie-Herzégovine                              | 52   | 1er tour       |                 |
| 31   | Bosnie-Herzégovine | RK Sloboda Tuzla                    | 4e du championnat de Bosnie-Herzégovine                              | 73   | 1er tour       | Invité          |
| 32   | Lituanie           | VHC Šviesa (en)                     | Champion de Lituanie                                                 | 18   | 2e tour        |                 |
| 32   | Lituanie           | HC Klaipėda Dragūnas                | 3e du championnat de Lituanie                                        | 42   | 2e tour        |                 |
| 32   | Lituanie           | HC Granitas Karys                   | 4e du championnat de Lituanie                                        | 59   | 1er tour       |                 |
| 33   | Bulgarie           | HK Osam Lovetch                     | Vice-champion de Bulgarie                                            | 27   | 2e tour        |                 |
| 33   | Bulgarie           | HK Lokomotiv Gorna Oryahovitsa (bg) | 3e du championnat de Bulgarie                                        | 49   | 1er tour       |                 |
| 35   | Chypre             | Anorthosis Famagouste (el)          | Champion de Chypre et vainqueur de la Coupe de Chypre                | 9    | 2e tour        |                 |
| 35   | Chypre             | Parnassos Strovolou (en)            | Vice-champion de Chypre                                              | 35   | 2e tour        |                 |
| 35   | Chypre             | APOEL Nicosie                       | 4e du championnat de Chypre                                          | 53   | 1er tour       |                 |
| 36   | Lettonie           | Tenax Dobele                        | Champion de Lettonie                                                 | 21   | 2e tour        |                 |
| 38   | Italie             | Pallamano Conversano                | Champion d'Italie et vainqueur de la Coupe d'Italie                  | 26   | 2e tour        |                 |
| 38   | Italie             | Handball Sassari (it)               | Vice-champion d'Italie                                               | 48   | 1er tour       |                 |
| 41   | Îles Féroé         | H71 Tórshavn                        | Vainqueur de la Coupe des Îles Féroé et vice-champion des Îles Féroé | 28   | 2e tour        |                 |
| 42   | Estonie            | Põlva Serviti                       | Champion d'Estonie                                                   | 20   | 2e tour        |                 |
| 42   | Estonie            | HC Tallinn (et)                     | Vice-champion d'Estonie                                              | 44   | 2e tour        |                 |
| 42   | Estonie            | Viljandi HC (en)                    | 4e du championnat d'Estonie                                          | 61   | 1er tour       |                 |

Contrairement à la saison précédente, aucun club moldave ne participe aux coupes d'Europe masculines 2021-2022. Il n'y a pas non plus de participant belge, britannique, monténégrin, géorgien, azéri, maltais, albanais, andorran, arménien, irlandais, liechtensteinois ni monégasque. En revanche, les Pays-Bas et les Îles Féroé envoient à nouveau des équipes (respectivement deux et une).

## Résultats

### Premier tour
Les trente clubs participants à ce tour sont répartis en deux chapeaux de même taille selon leur statut de tête de série ou non. Aucune autre restriction ne s'applique.
Têtes de série
- RK Metaloplastika Šabac
- KH Pristina
- JMS Hurry-Up Zwartemeer
- Handball Sassari (it)
- HK Lokomotiv G. Oryahovitsa (bg)
- Dráma 86
- HC Dukla Prague
- RK Sloga Doboj
- APOEL Nicosie
- Motor-Polytekhnika
- UMF Selfoss
- Handball Käerjeng
- Holon Yuvalim HC (en)
- SG Handball Vienne-Ouest
- HC Granitas Karys

Non têtes de série
- Beykoz Belediyesi SK
- Viljandi HC (en)
- RK Železničar Niš
- KH Trepça
- HC Zubří
- HB Dudelange
- KH Vëllaznimi
- AESH Pyléa
- CS Minaur Baia Mare
- SGAU-Saratov (ru)
- KH Kopřivnice
- Alingsås HK
- Bækkelagets SK
- RK Sloboda Tuzla
- Handball Tirol (de)

Les matchs aller se déroulent les 11 et 12 septembre 2021 et les matchs retour une semaine plus tard, les 17, 18 et 19 septembre 2021. Sur les quinze rencontres prévues, une n'est pas disputée en raison du forfait d'une équipe, sept sont jouées en programme double chez un des deux clubs et sept se disputent réellement en aller-retour.
| Équipe 1                 | Score   | Équipe 2                         | Aller   | Retour  |
| ------------------------ | ------- | -------------------------------- | ------- | ------- |
| Alingsås HK              | 63 – 53 | RK Metaloplastika Šabac          | 29 – 23 | 34 – 30 |
| KH Pristina              | forfait | Handball Tirol (de)              | /       | /       |
| HB Dudelange             | 45 – 52 | Handball Sassari (it)            | 24 – 23 | 21 – 29 |
| APOEL Nicosie            | 38 – 69 | HC Zubří                         | 27 – 29 | 11 – 40 |
| KH Kopřivnice            | 53 – 59 | UMF Selfoss                      | 25 – 31 | 28 – 28 |
| RK Sloboda Tuzla         | 46 – 47 | Dráma 86                         | 29 – 23 | 17 – 24 |
| SG Handball Vienne-Ouest | 46 – 60 | SGAU-Saratov (ru)                | 27 – 29 | 19 – 31 |
| CS Minaur Baia Mare      | 77 – 43 | HK Lokomotiv G. Oryahovitsa (bg) | 44 – 22 | 33 – 21 |
| KH Trepça                | 47 – 66 | Holon Yuvalim HC (en)            | 22 – 29 | 25 – 37 |
| Beykoz Belediyesi SK     | 62 – 56 | JMS Hurry-Up Zwartemeer          | 32 – 23 | 30 – 33 |
| AESH Pyléa               | 53 – 68 | HC Dukla Prague                  | 28 – 37 | 25 – 31 |
| Motor-Polytekhnika       | 43 – 73 | Bækkelagets SK                   | 23 – 41 | 20 – 32 |
| Handball Käerjeng        | 68 – 49 | KH Vëllaznimi                    | 32 – 23 | 36 – 26 |
| Viljandi HC (en)         | 43 – 45 | RK Sloga Doboj                   | 20 – 20 | 23 – 25 |
| HC Granitas Karys        | 75 – 40 | RK Železničar Niš                | 46 – 18 | 29 – 22 |

Les clubs de Beykoz, Zubří, Baia Mare, Saratov (ru), Alingsås et Bækkelagets se sont qualifiés aux dépens d'une tête de série (ainsi que le Handball Tirol (de) par forfait).

### Deuxième tour
Trente-neuf clubs font leur entrée à ce tour. Parmi eux, vingt-sept sont désignées têtes de série.
Têtes de série
- Nærbø IL (no)
- RK Izviđač Ljubuški
- RK Jeruzalem Ormož
- Anorthosis Famagouste (el)
- HC Donbass Donetsk
- Haukar Hafnarfjörður
- Handball Esch
- HC MŠK Považská Bystrica
- BK-46 Karis
- Hapoel Ashdod (en)
- SKA Minsk
- Fivers Margareten
- VHC Šviesa (en)
- Beşiktaş JK
- Põlva Serviti
- Tenax Dobele
- RK Partizan Belgrade
- KH BESA Famiglia (en)
- Bevo HC
- HSC Suhr Aarau
- Pallamano Conversano
- HK Osam Lovetch
- H71 Tórshavn
- AC Diomidis Argous
- CSM Focșani (en)
- SKIF Krasnodar
- HC Baník Karviná

Non têtes de série
- Drammen HK
- RK Borac Banja Luka
- Parnassos Strovolou (en)
- Odessa
- FH Hafnarfjörður
- HC Berchem
- HC Ramat Ha-Sharon (en)
- HC Macheka Moguilev
- UHK Krems
- HC Klaipėda Dragūnas
- Izmir BSB SK
- HC Tallinn (et)

- et les quinze vainqueurs du premier tour

Les matchs aller se déroulent les 16 et 17 octobre 2021 et les matchs retour une semaine plus tard, les 23 et 24 octobre 2021.
| Équipe 1                 | Score   | Équipe 2                   | Aller   | Retour  |
| ------------------------ | ------- | -------------------------- | ------- | ------- |
| RK Partizan Belgrade     | 63 – 53 | HC Berchem                 | 33 – 22 | 30 – 31 |
| RK Borac Banja Luka      | 50 – 54 | KH BESA Famiglia (en)      | 28 – 25 | 22 – 29 |
| Pallamano Conversano     | 64 – 49 | RK Sloga Doboj             | 31 – 24 | 33 – 25 |
| HC Zubří                 | 86 – 42 | HK Osam Lovetch            | 43 – 20 | 43 – 22 |
| Parnassos Strovolou (en) | 39 – 62 | Haukar Hafnarfjörður       | 14 – 25 | 25 – 37 |
| Fivers Margareten        | 66 – 70 | Bækkelagets SK             | 34 – 38 | 32 – 32 |
| Beykoz Belediyesi SK     | 53 – 56 | SKIF Krasnodar             | 29 – 30 | 24 – 26 |
| HC Donbass Donetsk       | 48 – 65 | Alingsås HK                | 25 – 34 | 23 – 31 |
| Handball Käerjeng        | 53 – 68 | CSM Focșani (en)           | 27 – 35 | 26 – 33 |
| Bevo HC                  | 60 – 62 | HC Ramat Ha-Sharon (en)    | 30 – 32 | 30 – 30 |
| UMF Selfoss              | 53 – 59 | RK Jeruzalem Ormož         | 31 – 31 | 22 – 28 |
| BK-46 Karis              | forfait | SGAU-Saratov (ru)          | –       | –       |
| HC Granitas Karys        | 46 – 52 | Põlva Serviti              | 27 – 26 | 19 – 26 |
| HC Baník Karviná         | 64 – 51 | Izmir BSB SK               | 32 – 26 | 32 – 25 |
| AC Diomidis Argous       | 55 – 58 | Dráma 86                   | 26 – 30 | 29 – 28 |
| Beşiktaş JK              | 76 – 60 | Holon Yuvalim HC (en)      | 38 – 32 | 38 – 28 |
| HC Macheka Moguilev      | 52 – 56 | Tenax Dobele               | 27 – 22 | 25 – 34 |
| HSC Suhr Aarau           | 52 – 52 | UHK Krems                  | 25 – 23 | 27 – 29 |
| H71 Tórshavn             | 42 – 56 | Drammen HK                 | 22 – 24 | 20 – 32 |
| HC Klaipėda Dragūnas     | 48 – 51 | HC MŠK Považská Bystrica   | 26 – 25 | 22 – 26 |
| FH Hafnarfjörður         | 55 – 62 | SKA Minsk                  | 29 – 37 | 26 – 25 |
| Handball Sassari (it)    | 53 – 61 | Nærbø IL (no)              | 28 – 35 | 25 – 26 |
| CS Minaur Baia Mare      | 68 – 61 | Hapoel Ashdod (en)         | 35 – 32 | 33 – 29 |
| Odessa                   | 64 – 75 | Handball Esch              | 32 – 38 | 32 – 37 |
| Handball Tirol (de)      | 50 – 52 | Anorthosis Famagouste (el) | 24 – 27 | 26 – 25 |
| RK Izviđač Ljubuški      | 50 – 62 | HC Dukla Prague            | 26 – 28 | 24 – 34 |
| VHC Šviesa (en)          | 52 – 53 | HC Tallinn (et)            | 24 – 22 | 28 – 31 |

### Seizièmes de finale
Cinq clubs font leur entrée à ce tour. Ces équipes (marquées d'une astérisque) et onze qualifiés du tour précédent sont têtes de série pour le tirage au sort.
Têtes de série
- PAOK Salonique*
- AHC Potaissa Turda*
- Dinamo Viktor Stavropol*
- Talent MAT Plzeň*
- IFK Skövde HK*
- Nærbø IL (no)
- HC Dukla Prague
- RK Jeruzalem Ormož
- Anorthosis Famagouste (el)
- Alingsås HK
- Haukar Hafnarfjörður
- Handball Esch
- HC MŠK Považská Bystrica
- SGAU-Saratov (ru)
- CS Minaur Baia Mare
- SKA Minsk

Les matchs aller se déroulent les 27 et 28 novembre 2021 et les matchs retour une semaine plus tard, les 4 et 5 décembre 2021 :
| Équipe 1                   | Score            | Équipe 2                 | Aller   | Retour  |
| -------------------------- | ---------------- | ------------------------ | ------- | ------- |
| Drammen HK                 | 57 – 57 4 – 2tab | HC Dukla Prague          | 28 – 29 | 29 – 28 |
| SGAU-Saratov (ru)          | 48 – 47          | Põlva Serviti            | 25 – 24 | 23 – 23 |
| CSM Focșani (en)           | 54 – 53          | Haukar Hafnarfjörður     | 28 – 26 | 26 – 27 |
| RK Partizan Belgrade       | 53 – 54          | CS Minaur Baia Mare      | 30 – 26 | 23 – 28 |
| Beşiktaş JK                | 50 – 59          | SKA Minsk                | 28 – 25 | 22 – 34 |
| Anorthosis Famagouste (el) | 46 – 62          | HC Baník Karviná         | 24 – 29 | 22 – 33 |
| Talent MAT Plzeň           | 63 – 59          | HC Zubří                 | 35 – 27 | 28 – 32 |
| Dráma 86                   | 69 – 82          | Dinamo Viktor Stavropol  | 39 – 41 | 30 – 41 |
| SKIF Krasnodar             | 53 – 49          | HC MŠK Považská Bystrica | 25 – 22 | 28 – 27 |
| Alingsås HK                | 68 – 50          | HC Tallinn (et)          | 36 – 18 | 32 – 32 |
| KH BESA Famiglia (en)      | 56 – 57          | AHC Potaissa Turda       | 30 – 28 | 26 – 29 |
| Tenax Dobele               | 49 – 57          | PAOK Salonique           | 25 – 28 | 24 – 29 |
| Handball Esch              | 56 – 55          | Bækkelagets SK           | 30 – 30 | 26 – 25 |
| HSC Suhr Aarau             | 60 – 54          | RK Jeruzalem Ormož       | 31 – 27 | 29 – 27 |
| Pallamano Conversano       | 54 – 56          | Nærbø IL (no)            | 27 – 25 | 27 – 31 |
| HC Ramat Ha-Sharon (en)    | 57 – 72          | IFK Skövde HK            | 28 – 37 | 29 – 35 |

### Huitièmes de finale
Les seize équipes qualifiées sont :
Têtes de série
- Talent MAT Plzeň
- PAOK Salonique
- Drammen HK
- Nærbø IL (no)
- AHC Potaissa Turda
- Dinamo Viktor Stavropol
- HSC Suhr Aarau
- IFK Skövde HK

Non têtes de série
- SKA Minsk
- HC Baník Karviná
- Handball Esch
- CSM Focșani (en)
- CS Minaur Baia Mare
- SKIF Krasnodar
- SGAU-Saratov (ru)
- Alingsås HK

Les matchs aller se déroulent les 12 et 13 février 2022 et les matchs retour une semaine plus tard, les 19 et 20 février 2022 :
| Équipe 1            | Score            | Équipe 2                | Aller   | Retour  |
| ------------------- | ---------------- | ----------------------- | ------- | ------- |
| AHC Potaissa Turda  | 61 – 71          | Alingsås HK             | 31 – 30 | 30 – 41 |
| Handball Esch       | 56 – 63          | Talent MAT Plzeň        | 30 – 34 | 26 – 29 |
| Drammen HK          | –                | SKIF Krasnodar          | 37 – 23 | annulé  |
| CS Minaur Baia Mare | 59 – 49          | PAOK Salonique          | 32 – 21 | 27 – 28 |
| HC Baník Karviná    | 51 – 57          | HSC Suhr Aarau          | 23 – 27 | 28 – 30 |
| IFK Skövde HK       | 52 – 52 2 – 3tab | SKA Minsk               | 26 – 26 | 26 – 26 |
| Nærbø IL (no)       | 67 – 58          | CSM Focșani (en)        | 39 – 26 | 28 – 32 |
| SGAU-Saratov (ru)   | 59 – 60          | Dinamo Viktor Stavropol | 27 – 30 | 32 – 30 |

### Quarts de finale
Le tirage au sort des quarts de finale est intégral : les huit équipes qualifiées sont placées dans un même pot et aucune restriction ne s'applique. Les demi-finales sont tirées au sort lors du même événement.
Les matchs aller se déroulent les 26 et 27 mars 2022 et les matchs retour une semaine plus tard, les 2 et 3 avril :
| Équipe 1                | Score   | Équipe 2            | Aller   | Retour  |
| ----------------------- | ------- | ------------------- | ------- | ------- |
| Alingsås HK             | 58 – 54 | Talent MAT Plzeň    | 29 – 29 | 29 – 25 |
| Dinamo Viktor Stavropol | annulé  | CS Minaur Baia Mare | –       | –       |
| Drammen HK              | 64 – 61 | HSC Suhr Aarau      | 31 – 29 | 33 – 32 |
| SKA Minsk               | annulé  | Nærbø IL (no)       | –       | –       |

En conséquence de l'invasion de l'Ukraine par la Russie en février 2022, les clubs russes et biélorusses ont été suspendus par l'EHF.

### Demi-finales
Les matchs aller se déroulent les 22 et 23 avril 2022 et les matchs retour une semaine plus tard, les 30 avril et 1er mai :
| Équipe 1            | Score            | Équipe 2      | Aller   | Retour  |
| ------------------- | ---------------- | ------------- | ------- | ------- |
| CS Minaur Baia Mare | 62 – 59          | Alingsås HK   | 34 – 28 | 28 – 31 |
| Drammen HK          | 57 – 57 4 – 5tab | Nærbø IL (no) | 30 – 27 | 27 – 30 |

### Finale
La finale est prévue les week-ends des 21 et 22 mai 2022 pour le match aller et des 28 et 29 mai pour le retour.
| Équipe 1            | Score   | Équipe 2      | Aller   | Retour  |
| ------------------- | ------- | ------------- | ------- | ------- |
| CS Minaur Baia Mare | 51 – 56 | Nærbø IL (no) | 25 – 29 | 26 – 27 |